# ジュリアス・ロルショーヴェン
ジュリアス・ロルショーヴェン（Julius Rolshoven、1858年10月28日 - 1930年12月7日）はドイツ出身の両親をもつアメリカ合衆国の画家である。

## 略歴
デトロイトで生まれた。父親はドイツ出身の宝飾職人でデトロイトで一流の宝石店を設立した人物である。1876年にフィラデルフィア万国博覧会を父親と見物に来て、展示された絵画を見て画家になる決意をした。ニューヨークの美術学校、ナショナル・アカデミー・オブ・デザインに入学できなかったので、同じニューヨークの美術学校、クーパー・ユニオンで学んだ。1877年にドイツに渡り、デュッセルドルフ美術アカデミーでハインリヒ・ラウエンシュタインやクローラ（Hugo Crola）に学び、翌年、ミュンヘン美術院に移り、ルートヴィヒ・フォン・レフツやミュンヘンに渡っていたアメリカ人画家、フランク・ドゥフェネクに学んだ。ドゥフェネクにはアメリカから来たジョン・ホワイト・アレクサンダーやジョセフ・デキャンプが学んでいた。ドゥフェネクと弟子たちは、ヴェネツィアに旅し、そこに一年ほど滞在した。1884年までドゥフェネクに学んだ後、パリに移りアカデミー・ジュリアンでトニ・ロベール＝フルーリーやウィリアム・アドルフ・ブグローに学んだ。
1887年にボストンのピアノメーカー、チッカリングの共同経営者の娘と結婚した。189年のパリ万国博覧会の展覧会に出展し銀メダルを受賞し、その後1893年のシカゴや1900年のパリの万国博覧会にも出展した。
1896年にロンドンに移り、そこで最初の妻が亡くなった。1902年にフィレンチェに移り美術教師をした。1910年にはチュニジアを旅した。1914年に第一次世界大戦が始まるとアメリカに帰り、ニューメキシコ州のタオスで暮らした。1915年に2度目の妻と挙式した。タオスの芸術家の芸術家協会の会員になるが、1916年にサンタフェにスタジオを作った。1920年からは再び、フィレンチェやデトロイト、サンタフェを行き来する生活を送った。フィレンチェから帰国したニューヨークで重病に罹り、ニューヨークの病院で没した。
アカデミック絵画の画家であり、女性像、ヌードを描いた。ニューメキシコ州で暮らしていた時代はインディアンを描いた人物画を残した。

## 作品

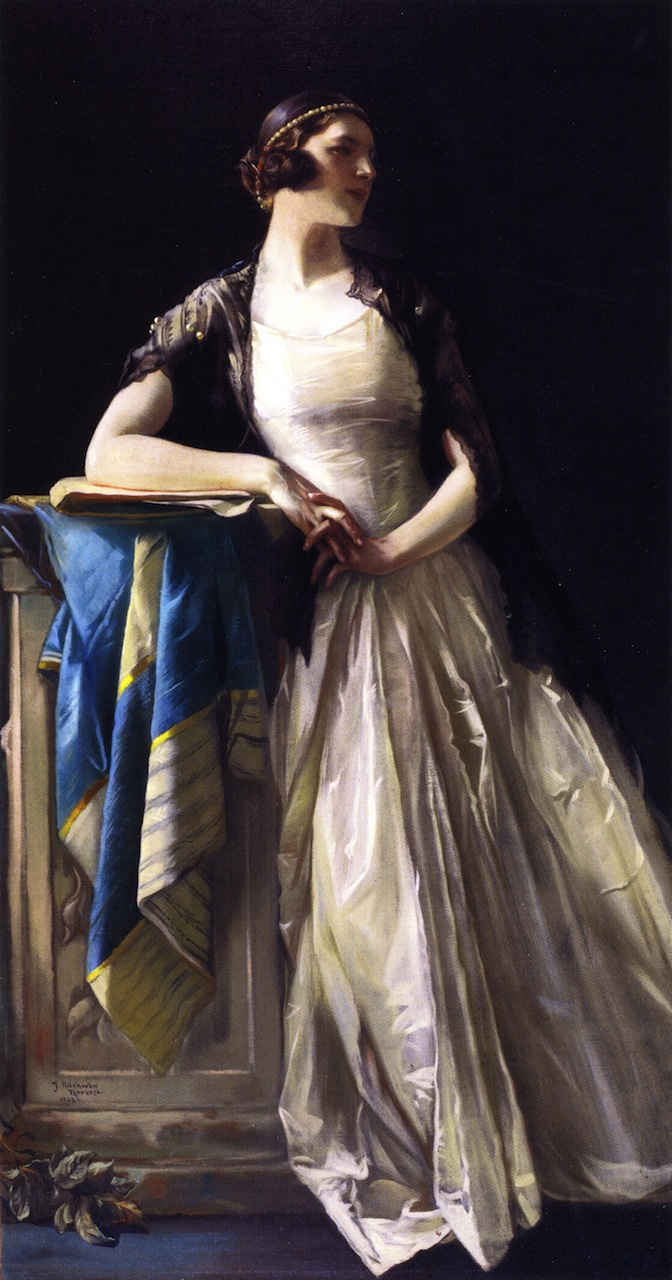
Donna Tosca(c.1920)
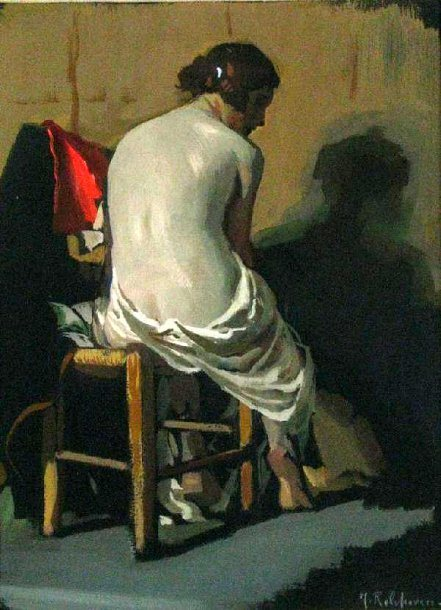
ヌード(習作) (c.1900)
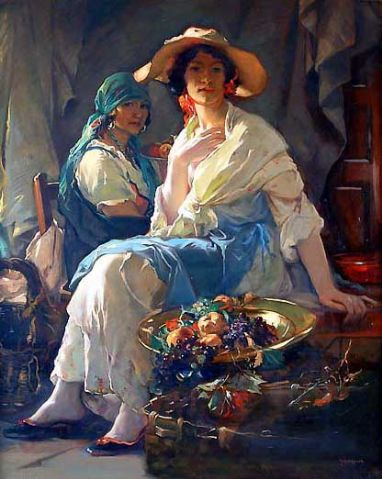
アッシジの市場の女(c.1890)
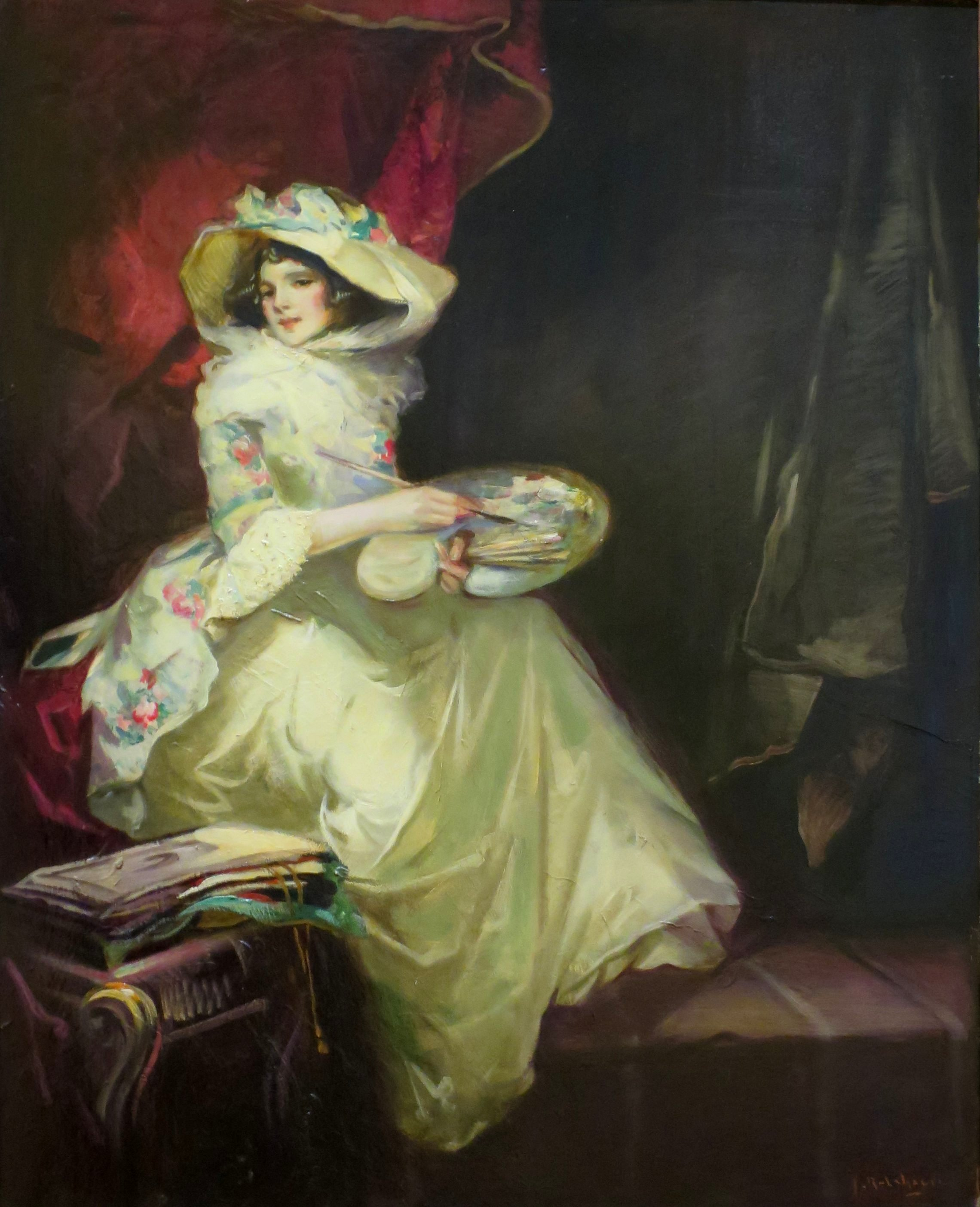
Dilettante

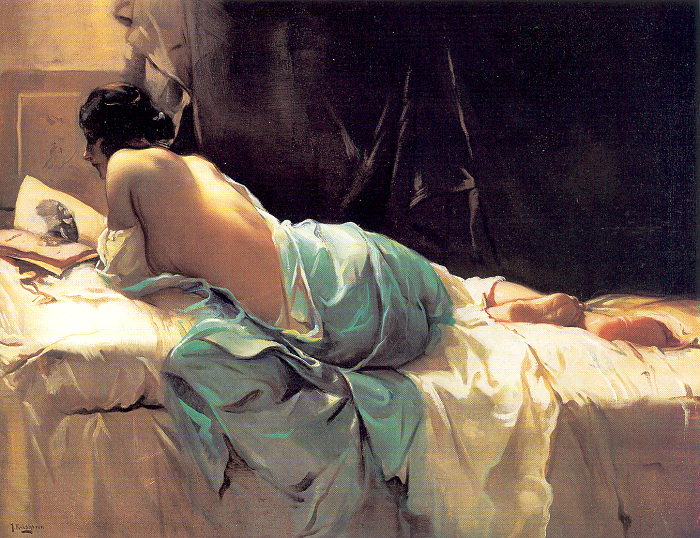
本を読むヌードモデル (c.1890)
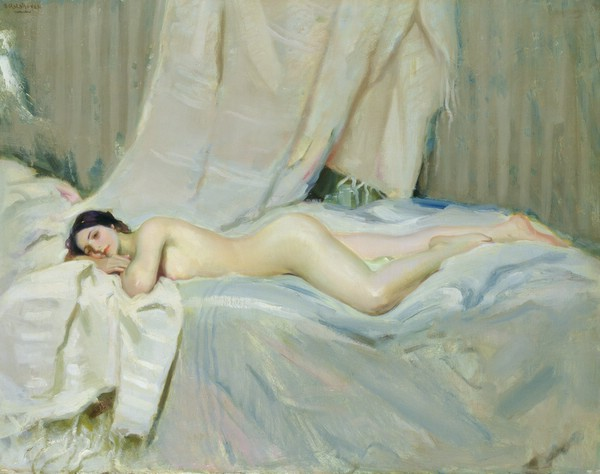
明るい光の中の若者(c.1900)
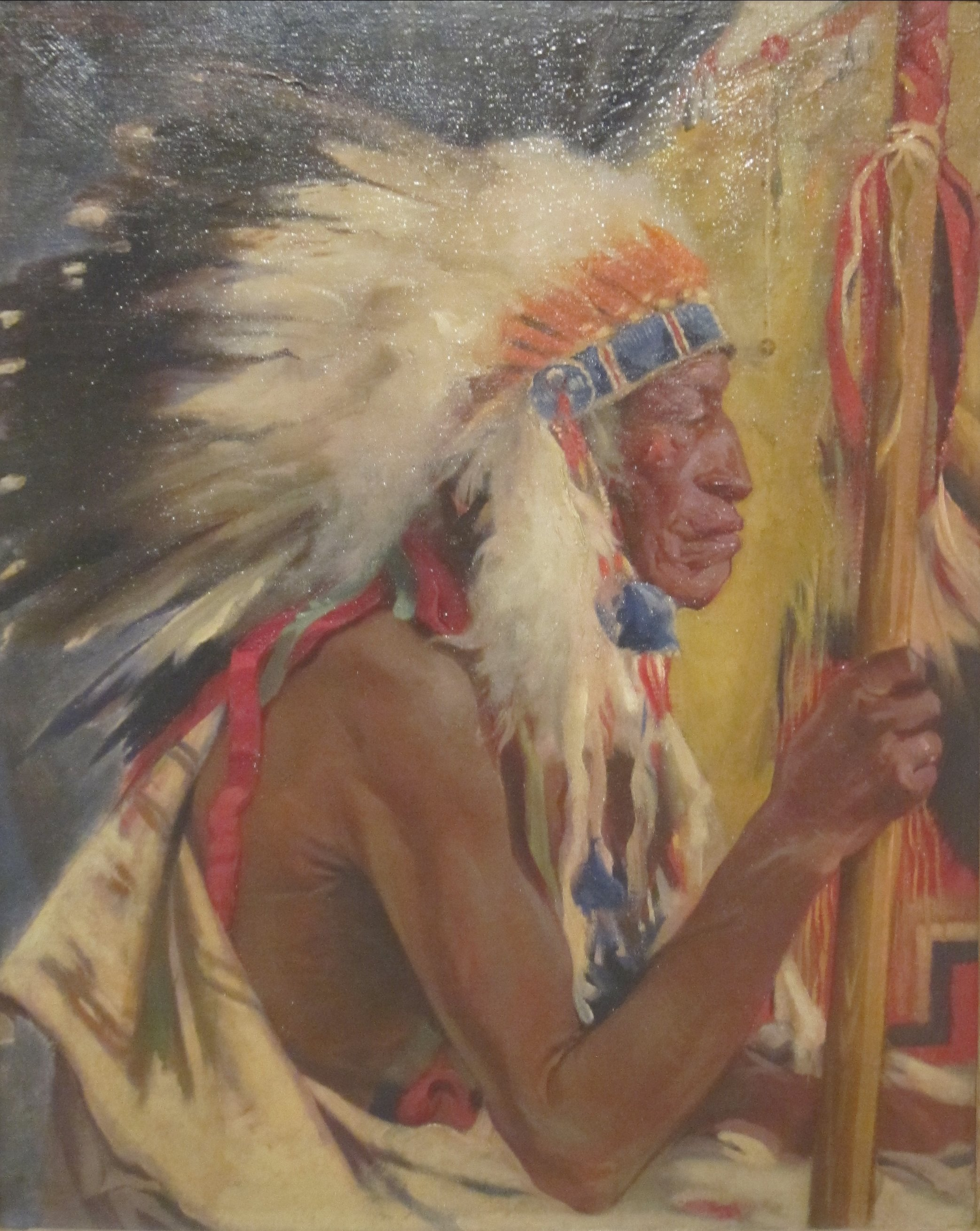
Taos War Chief
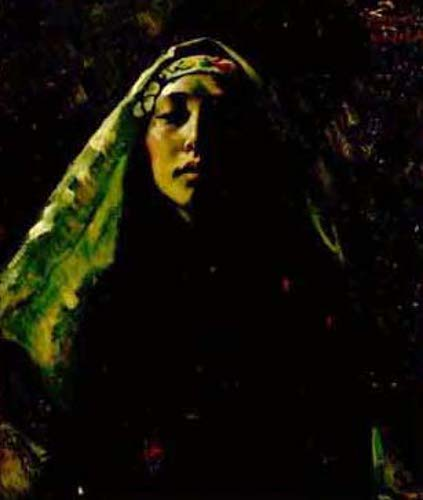
red-eagle